# Tomás Ulloa García
(1910-2008)
Tomas Ulloa García más conocido como “El Indio Mayor” nació en el Mineral de Santa Rosa de Lima, Guanajuato, el 7 de septiembre de 1910.
Maclovia Robles Campos esposa del Señor Tomas Ulloa García, con sus 7 hijos; La mayor llamada Salome Ulloa Robles, luego le sigue Rosa Juana Ulloa Robles, Maria Buenaventura Ulloa Robles,J. Tomas Xicoténcatl Ulloa Robles, sigue con Juana Gavina Ulloa Robles el sexto Martin Nezahualcóyotl Ulloa Robles y por último el más chico Ildefonso Cuauhtémoc Ulloa Robles.
Su madre originaria de Dolores Hidalgo, de origen Otomí de la Hacienda del Carmen, municipio de Dolores, María Sixtos García, le dejó una herencia, la herencia de la honradez, y el honor que debió de dar a los que se merecen.
Estudió en la primaria normal, luego lo sacaron por la Revolución Cristera y comenzó a estudiar la Nocturna como a los 37 años y terminó a los 40 años.
Él se dedicaba a ser electricista y minero por parte de su Padre que era el jefe de las minas.
Desde 1864 se organizaron las guerrillas en este lugar.
Esta fiesta se inició en 1864, cuando pasó por aquí el último Emperador. Se suspendió en 1910 por la Revolución Mexicana, se volvió a suspender en 1927 por la Guerra de los Cristeros y la retomó don Tomas Ulloa García “El Indio Mayor” en 1934 y desde entonces no ha habido interrupción
Los indios tejocoteros de la Sierra de Santa Rosa se enfrentaron con el Ejército insurgente en plena sierra de Guanajuato en su lucha para recordar la independencia Nacional. Además de identificar al poblado de donde es originario, la ha colocado en el punto de interés de miles de personas, que todos los años acuden para conocer la forma en cómo se celebra esta única e inigualable batalla.
En la representación de la primera batalla importante de la guerra de independencia, un actor fundamental es Juan José de los Reyes Martínez “El Pípila”, y su mujer Juana Gavina, papeles que por lo general representan integrantes de la familia Ulloa. Se dice que Juana Gavina nació en la comunidad de Santa Rosa.
la tradición que él fomentó de representar el inicio de la guerra de independencia sigue viva, los jóvenes participan con entusiasmo en ella y cientos de guanajuatenses y vecinos de ciudades cercanas acuden a la guerra de los indios tejocoteros, nombrados así porque el tejocote es un fruto que se da en gran abundancia en la sierra de Santa Rosa. Trascendió y dejó historia no solo a su Familia sino a Todo Guanajuato.
Don Tomás Ulloa falleció el 15 de abril de 2008, a los 97 años de edad en la Sierra de Santa Rosa de Lima y la tradición que “El Indio Mayor” retomó sigue en curso y ahora sus hijos y nietos son los encargados de organizar este evento tradicional.
Algunas Frases Célebres que dijo un día en su vida.
“Yo cometí muchos errores en la vida, pero en la misma vida he tratado y he estado pugnando a remediarlos, o mejor dicho a dejarlos al margen, para que así mismo, si algún error cometí pues no tratar de seguir con lo mismo”.
“¡Ahí hay agua para que se ahoguen y más abajo hay lodo para que se hundan!”